# Жалантос
Жаланто́с (каз. Жалаңтөс) — село у складі Сауранського району Туркестанської області Казахстану. Адміністративний центр Ушкаїцького сільського округ.
У радянські часи село називалось Будьонний.
Населення — 219 осіб (2021; 277 у 2009, 233 у 1999, 256 у 1989).